# میتو (کلمبیا)
میتو (به اسپانیایی: Mitú) یک سکونتگاه مسکونی در کلمبیا است که در بخش واوپس واقع شده‌است.

## خصوصیات
میتو ۱۶٫۴۲۲ کیلومترمربع مساحت و ۱۴٬۱۱۲ نفر جمعیت دارد و ۱۸۳ متر بالاتر از سطح دریا واقع شده‌است.